# Manuel Aznar Zubigaray
Manuel Aznar y Zubigaray (Echalar, 18 de noviembre de 1894-Madrid, 10 de noviembre de 1975) fue un periodista español, cuya actividad abarcó desde el reinado de Alfonso XIII hasta el final del franquismo, en cuyo régimen también ocupó cargos diplomáticos. 
Dirigió varios de los periódicos más importantes de la época como El Sol y La Vanguardia Española, este último ya durante el régimen franquista, participó en numerosos proyectos literarios con su íntimo amigo Manuel Halcón, marqués de Villar del Tajo, fue director gerente y uno de los fundadores de la agencia de noticias EFE, presidente de la Asociación de la Prensa de Madrid, representante permanente de España ante la ONU, embajador en la República Dominicana, Marruecos y Argentina, así como ministro plenipotenciario ante los Estados Unidos. Además de su carrera diplomática y periodística, su amistad con Juan Lladó y Sánchez-Blanco le permitió colaborar con el Banco Urquijo siendo consejero del mismo bajo la presidencia de aquel.

## Biografía
Nacido en la localidad navarra de Echalar el 18 de noviembre de 1894, procedía de una familia de clase media que le encaminó por la carrera eclesiástica, especialmente su tío, párroco de Echalar. Su madre Toribia Zubigaray pertenecía, por línea materna, a la casa de Echebercea, de reconocida hidalguía y con una cierta buena posición económica. Su padre Benigno Aznar colaboraba con el Ayuntamiento de Echalar y otras instituciones del pueblo. Se licenció en Filosofía y Letras por las Universidades de Pamplona y Madrid y en Derecho por las Universidades de Valladolid y Madrid.
Con 12 años comenzó a escribir crónicas para El Eco de Navarra. Comenzó, tras estas primeras aportaciones infantiles, a colaborar en 1912 con el periódico tradicionalista La Tradición Navarra. Se mudó a Bilbao, donde conocería Mercedes Gómez-Acedo Villanueva (Bilbao, 1895-25 de enero de 1933) con quien se casaría en Hendaya el 4 de noviembre de 1915.
En Bilbao trabajó como redactor del diario Euzkadi, de corte nacionalista vasco y recientemente fundado, entre otros por él, a los dieciocho años. También formó parte del conjunto fundador de la edición en castellano de Euzkadi, La Tarde, con diecinueve años, colaborando además con la revista cultural Hermes, en ocasiones con el seudónimo «Imanol». Durante la Primera Guerra Mundial escribió crónicas del frente desde lo que hoy es la Biblioteca de Bidebarrieta, en Bilbao, firmando con el seudónimo «Gudalgai» ("recluta", en euskera). En diciembre de 1914 se estrenó en el teatro Campos Elíseos de Bilbao su drama El jardín del mayorazgo, calificado por Indalecio Prieto de «furibundamente antiespañol», si bien contó con el apoyo de periódicos conservadores y monárquicos como La Tarde o El Pueblo Vasco.
Hacia 1916, Aznar Zubigaray se afilió al Partido Nacionalista Vasco y fue acusado años después por Indalecio Prieto de representar a las tendencias radicales dentro del mismo. Este mismo año nació su hijo Manuel. Pese a su vinculación nacionalista entre 1912 y 1917, siempre sostuvo que nunca apostó por la vía «secesionista cerril que después había preponderado». En 1918, gracias a sus trabajos periodísticos previos y a la amistad que le unía con Nicolás María de Urgoiti, fue nombrado director del periódico El Sol de Madrid. Desde esta publicación siguió respaldando la corriente aliadófila y, siendo director, visitaría con el conde de Romanones, al presidente Wilson en medio de los Tratados de Paz que acabaron con la Gran Guerra. Despertó la simpatía de Georges Clemenceau el cual le concedió hasta cinco entrevistas. 
Bajo su dirección El Sol incorporó a las firmas más prestigiosas de la época como Fernando de los Ríos, Américo Castro, José Ortega y Gasset, Ramón Basterra, Miguel de Unamuno o Azorín. Se cuenta que la oferta que Urgoiti le hizo a Aznar, contando este con tan solo veintidós años, le convertía no en solo uno de los directores de periódico más jóvenes de la historia del periodismo en España sino el mejor pagado de la época.

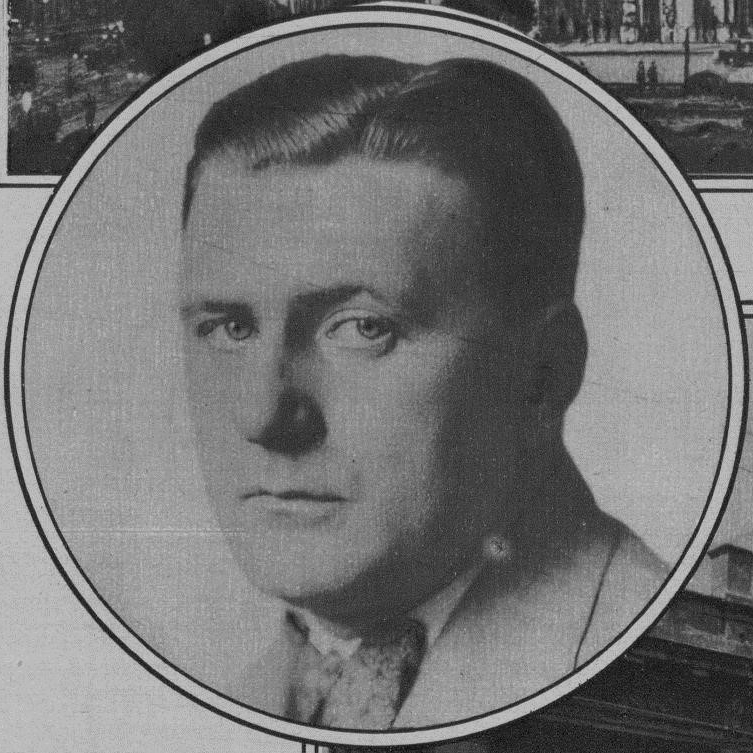
Manuel Aznar durante su periodo como director del periódico cubano Excelsior-El País

En 1922 dejó España con su familia y marchó a Cuba buscando abrirse hueco entre el periodismo cubano. Así, dirigiría sucesivamente los periódicos El País, el Diario de la Marina y Excelsior posteriormente integrado en El País. Permanecería en La Habana hasta la instauración de la Segunda República Española y allí nacería una de sus hijas. Su contacto con la isla caribeña en particular y con Hispanoamérica en general, no se terminaría aquí, pues seguiría siendo corresponsal jefe de El Diario de la Marina y del diario argentino La Nación en Madrid durante la Guerra Civil. Su conocimiento sobre el tema cubano le hizo ser galardonado con el Premio Juan Palomo al mejor artículo periodístico del año por su colaboración en «Cuba, Lecciones de una Derrota».
Tras su período cubano, volvió en 1931 a España, donde retomó a la dirección de El Sol, cayendo la monarquía en su trayecto de vuelta. Reconoció la labor y la honradez de Alfonso XIII en su marcha de España y se integró plenamente en el nuevo régimen, formando parte del Partido Republicano Conservador de Miguel Maura, cuya campaña dirigiría en 1933 y posteriormente en el Partido del Centro Democrático de Portela Valladares, participando en las elecciones de 1936, sin obtener acta de diputado. 
Durante los años de la Segunda República, en el Café Lyon d'Or de Bilbao, Aznar Zubigaray concurría a la tertulia que presidía Pedro Eguillor y en la que participaron, entre otros, Miguel de Unamuno, Gregorio de Balparda, Ramón de Basterra (hasta su muerte en 1928), José Félix de Lequerica, José María de Areilza, Pedro Mourlane Michelena, Rafael Sánchez-Mazas, Joaquín Zuazagoitia e Ignacio Zuloaga, con el que le unía una gran amistad.
Tras la sublevación militar del 18 de julio de 1936, que lo sorprendió en Madrid, se desplazó a Burgos para ponerse al servicio de los sublevados. Vinculado a la derecha por su amistad con José Antonio Primo de Rivera y aún en el frente republicano dónde había sido condenado a muerte, consigue huir vía Bruselas. Pese a sus antecedentes nacionalistas y el haber sido previamente condenado a muerte por el bando nacional, su trabajo como propagandista y cronista militar le granjeó el aprecio de los sublevados. De esta época data su Historia militar de la Guerra de España (1936-1939) (1940), quizá su libro más importante, que tuvo varias ediciones posteriores en Editora Nacional.
Llegó a dirigir el Diario Vasco —periódico que se le ofreció tras rechazar dirigir el vallisoletano Libertad—, la revista Semana —publicación de la cual fue fundador junto a Manuel Halcón—, La Vanguardia y la agencia de noticias EFE. En el año 1945 fue nombrado ministro plenipotenciario de España ante Estados Unidos en Washington, donde ayudó los intentos de José Félix de Lequerica de establecer relaciones diplomáticas con los Estados Unidos. El 28 de diciembre de 1948, asistió a la apertura de la Academia Hondureña de la Lengua, aprovechando el viaje como representante español a la toma de posesión del nuevo Gobierno hondureño, el 1 de enero de 1949. Bajo la tutela de Serrano Suñer y junto a Manuel Halcón y otros, impulsó en 1941 la creación del Consejo de la Hispanidad, de cuya Cancillería formó parte como vocal.
En 1960 fue nombrado director de La Vanguardia Española, de Barcelona por el conde de Godó. En 1964 fue nombrado embajador ante la Organización de las Naciones Unidas, donde permaneció hasta 1967, culminando su carrera diplomática; previamente había ocupado las embajadas de República Dominicana (1948-1952), de la República de Argentina (1952-1955) y de Marruecos (1963-1964). Fue procurador en Cortes designado por el jefe del Estado desde 1958 hasta 1962. Durante su estancia en la ONU, apareció en una entrevista sobre la figura de Francisco Franco en la película Franco, ese hombre dirigida por José Luis Sáenz de Heredia.
Mantuvo amargas polémicas con Indalecio Prieto que le atacó desde el extranjero, acusándole de hipócrita y aludiendo a la supuesta protección que Aznar le pidió cuando estalló la Guerra Civil. Por otro lado, Manuel Aznar, tiempo después le consideraría a su vez como «una atroz calamidad» desde el punto de vista político. Contrajo segundas nupcias con Milagro Gallego y Cortés, sobrina de los barones de Ariza, con la que no tendría descendencia. Murió en Madrid, el 10 de noviembre de 1975, diez días antes que el general Franco, siendo inhumado en su localidad natal.
A su muerte hubo toda clase de declaraciones, desde la condena (como Gregorio Morán y Iñaki Anasagasti) al elogio que le dirigieron, entre otras personalidades de la época, José María de Areilza, Antonio Garrigues Díaz-Cañabate, la Liga Árabe y Manuel Fraga. Se creó el Premio Aznar por la agencia EFE, que dejaría de concederse a partir de 1982. La ciudad de Irún nombraría en su honor una calle, Embajador Aznar. Juan Luis Cebrián destacó la figura de Aznar en estos términos:
«Don Manuel Aznar defendió la necesidad de los periódicos para promover la restauración democrática; también hubo buenos periodistas en la dictadura y ha habido malos gobernantes en la democracia».

## Familia
Tuvo cinco hijos: Manuel (director de Radio Nacional de España), Javier (periodista, director de la revista Cámara, Encomienda de la Orden del Mérito Civil), José María (teniente del Ejército del Aire, muerto en accidente de avión), Mercedes y Teresa Aznar y Gómez-Acedo. Uno de sus nietos, José María Aznar, fue presidente del Gobierno de España entre 1996 y 2004. También fue abuelo del jurista Manuel Aznar López.

## Distinciones
Obtuvo numerosas condecoraciones internacionales a lo largo de su trayectoria periodística y diplomática, de esta forma, sería caballero de la Legión de Honor, caballero comendador de la Orden del Imperio Británico y de la Orden de la Corona de Bélgica por su labor al servicio de la causa aliadófila durante la I Guerra Mundial; así mismo, sería nombrado caballero de la Orden del Mérito Siria en 1964, con clase distinguida, caballero gran cruz de la Orden de Carlos III, gran cruz del Mérito Militar y gran cruz del Mérito Civil y por sus estudios hispano-portugueses, caballero gran cruz de la Orden de Cristo. A nivel local, sería hijo predilecto de Echalar, su pueblo natal y hermano mayor del Alcázar de Toledo por su labor ensayística referida a aquel, además de ser premiado con la Medalla de Oro de la Ciudad de Barcelona en 1963. Como periodista fue galardonado con el Premio Nacional de Periodismo Francisco Franco (1938) por sus crónicas de guerra, con el Mariano de Cavia en 1957 y con el Rodríguez Santamaría en 1972.

## Obras
- Aznar Zubigaray, M. (1914). El jardín del mayorazgo.
- Aznar Zubigaray, M. (1926). La España de hoy. La Habana: Librería e Imprenta La Moderna Poesía.
- Aznar Zubigaray, M. (1941-1943). Historia de la Segunda Guerra Mundial (2 volúmenes). Madrid: Editorial Idea.
- Aznar Zubigaray, M. (1942). Guerra y victoria de España (1936-1939). Madrid: Editorial Magisterio Español.
- Aznar Zubigaray, M. (1957). El Alcázar no se rinde: réplica a unas páginas del libro titulado "El yugo y las flechas" del escritor norteamericano Herbert L. Matthews. Madrid: [s.n.]
- Aznar Zubigaray, M. (1969). Historia militar de la guerra de España. Madrid: Editora Nacional. (editorial idea 1940)
- Aznar y Zubigaray, Manuel (1970). Un Joven de 1915 ante José Ortega y Gasset. Madrid: Cultura Hispánica.
- Aznar y Zubigaray, Manuel (1967). El Corresponsal en el Extranjero. Madrid: Escuela de Periodismo de la Iglesia.
- Aznar Zubigaray, M. (s/a). The Alcázar will not surrender!. New York, N.Y.: Group of Friends of Spain.